# Shibata Katsuie
Shibata Katsuie (柴田 勝家?; 1522 – 14-22 giugno 1583) o Gonroku (権六?) è stato un samurai giapponese del periodo Sengoku.
Servì Oda Nobunaga come uno dei suoi generali più fidati e fu gravemente ferito nel 1571 nel primo assedio di Nagashima.

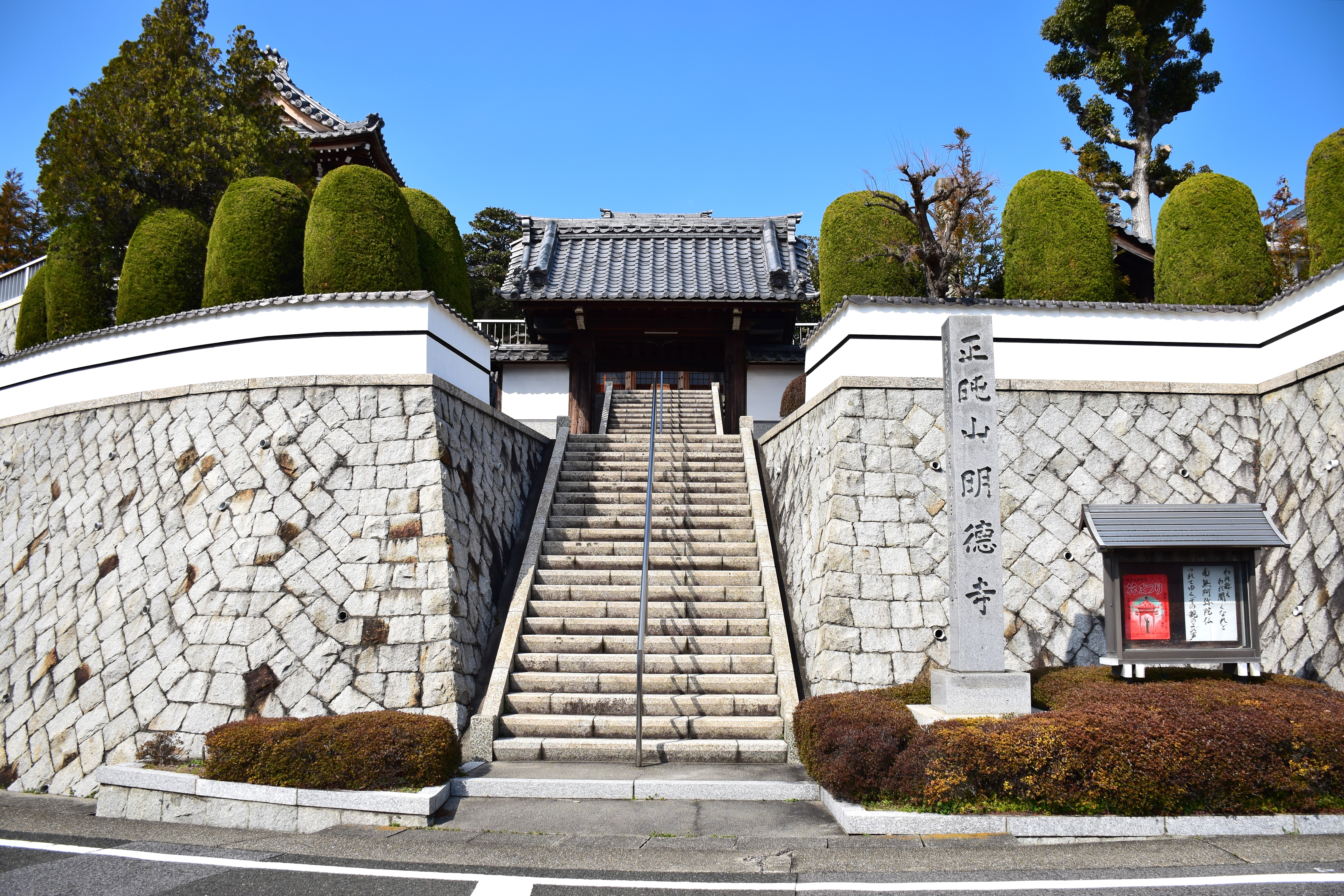
Myōtoku-ji (luogo di nascita di Shibata Katsuie a Meitō-ku, Nagoya)

## Biografia
Katsuie è nato nel villaggio di Kamiyashiro (oggi Meitō-ku a Nagoya), in un ramo del clan Shiba (che discendeva a sua volta dal clan Ashikaga), ed erano antichi suzerain del clan Oda. Da ricordare che c'è differenza tra i clan Shibata (柴田?), Shiba (斯波?), ed il clan Shibata di Echigo (新発田?).
Katsuie era un servitore di Oda Nobukatsu (Oda Nobuyuki). Quando il controllo del clan Oda fu conteso, Katsuie inizialmente supportò il suo signore Nobukatsu contro il fratello maggiore Oda Nobunaga, contro cui nel 1556 Katsuie diede inizio ad un colpo di stato. Fu sconfitto nella battaglia di Inō e dopo che Nobunaga ebbe giustiziato il fratello risparmiò Katsuie poiché impressionato della sua lealtà e coraggio. Katsuie si mise pertanto al servizio di Nobunaga, guadagnonadosi le sue lodi.
Nel 1570, mentre la coalizione Oda–Tokugawa combatteva nella battaglia di Anegawa, Katsuie era sotto assedio a Chōkō-ji da parte di 4.000 soldati del clan Rokkaku. Katsuie vinse dopo un attacco su larga scala, costringendo i Rokkaku a ritirarsi. Questo evento, assieme ad altre serie di brillanti vittorie, gli valse il soprannome di "Oni Shibata".
Nel 1575, dopo aver preso controllo della provincia di Echizen, prese il comando del castello di Kitanosho (Hokujō) e gli fu ordinato di conquistare la regione di Hokuriku. Dopo aver preso il controllo delle provincie di Kaga e Noto, iniziò una campagna per la provincia di Etchū nel 1581. Nel 1582 Nobunaga fu tradito a Honnō-ji da Akechi Mitsuhide e anche se Katsuie avrebbe voluto unirsi alla caccia ad Akechi, dovette tornare a nord perché era stato pesantemente attaccato a Matsukura dalle armate di Uesugi Kagekatsu.
Nell'incontro di Kiyosu per determinare il successore di Nobunaga, supportò Oda Nobutaka, il terzo figlio al quale Katsuie aveva compiuto il rituale genpuku (cerimoniale per la maggiore età). Si alleò con Oda Nobutaka e Takigawa Kazumasu contro Hideyoshi. Tuttavia in quell'inverno il suo feudo fu isolato dalla neve e questo limito le sue mosse. Entrambi i suoi alleati furono sconfitti mentre Katsuie combatteva nella neve con il clan Uesugi. Dopo l'inverno le sue forze, sotto il comando di Sakuma Morimasa, assediarono Nakagawa Kiyohide a Shizugatake per cercare di invertire gli eventi iniziando la battaglia di Shizugatake. Sakuma ignorò gli ordini di Shibata di testare solamente le difese del nemico e fu distrutto dal ritorno delle forze di Toyotomi Hideyoshi. Shibata si ritirò nel castello di Kitanosho ma con le sue armate al collasso non gli rimase che arrendersi e commettere seppuku. Katsuie scelse l'ultima opzione e diede ordine ai suoi servitori di incendiare il castello. Implorò Oichi (sua moglie) di prendere le tre figlie (avute da Azai Nagamasa) e scappare, ma lei decise di seguirlo nella morte, mentre permise alle figlie di fuggire.
Il suo poema di morte fu:
夏の夜の 夢路儚き 後の名を 雲井にあげよ 山不如?
Natsu no yo no
yumeji hakanaki
ato no na o
kumoi ni ageyo
yamahototogisu
"Percorsi da sogno fugace, in una notte d'estate! O uccello della montagna, porta il mio nome al di là delle nuvole".